# Christus Koningkerk (Sleihage)

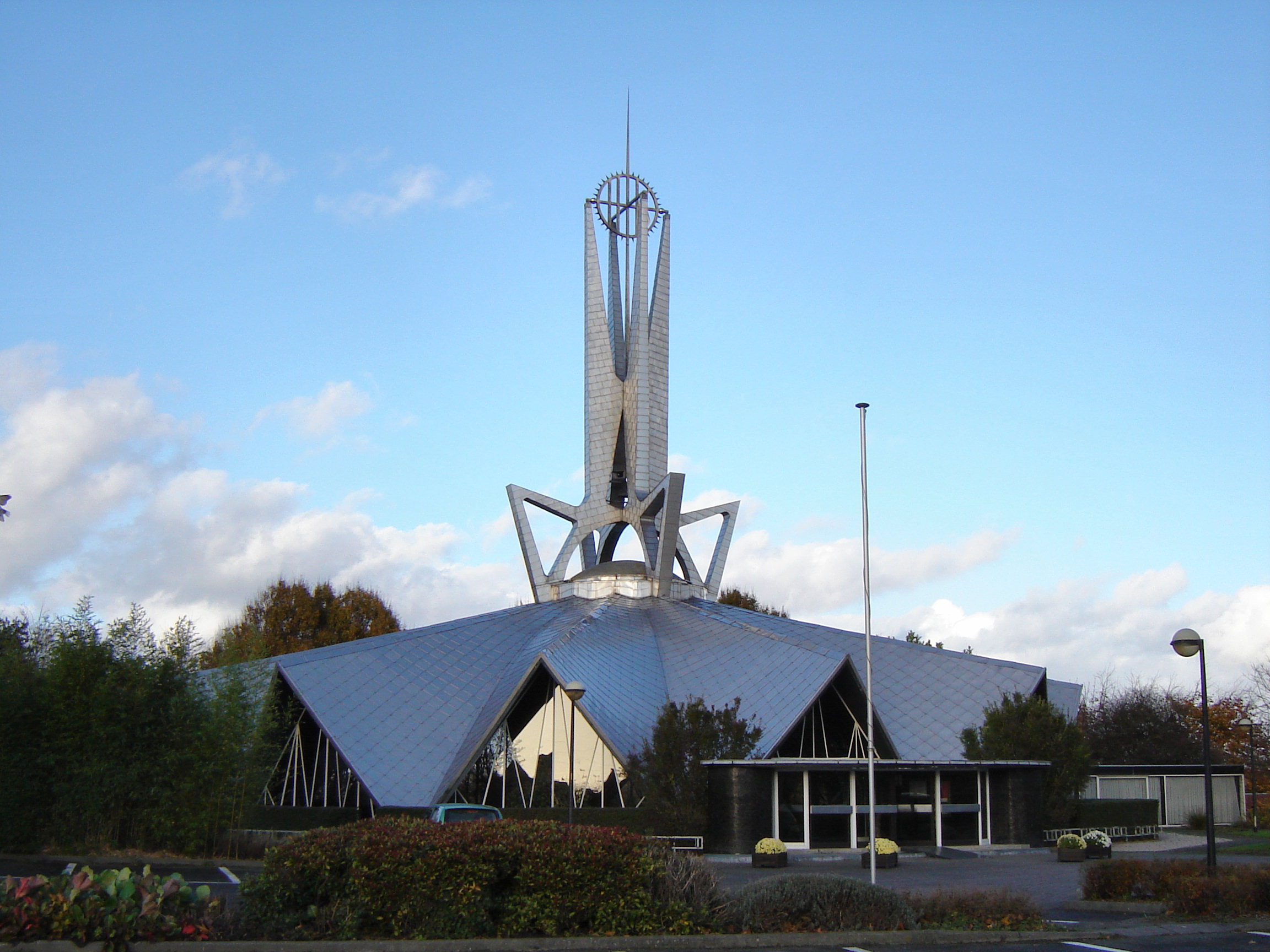
Christus Koningkerk

De Christus Koningkerk is de parochiekerk van het tot de West-Vlaamse gemeente Hooglede behorende dorp Sleihage, gelegen aan de Diksmuidesteenweg 95-97.

## Geschiedenis
Deze kerk werd in 1961 gebouwd ten behoeve van de Paters van de Congregatie van het Allerheiligst Sacrament, welke hier een klooster stichtten. Ook kwam er een parochie, welke in 1978 de kerk overnam.

## Gebouw
Het ontwerp van de kerk is afkomstig van A. Desmedt en werd uitgewerkt door Jan van Coillie en D. Deleu. De kerk oogt enigszins futuristisch door gebruik van moderne materialen zoals roestvast staal en beton. Op een veelhoekig betonskelet bevindt zich een dak van roestvaststalen platen. Centraal is er een koepel waarboven een open torenconstructie met bovenin het embleem van de Paters Sacramentijnen. Het interieur is zwart geschilderd maar wordt belicht door een cirkel van driehoekige vensters. Hoewel de kerk oorspronkelijk ingesloten zou worden door een U-vormig kloostercomplex is slechts één vleugel van dit klooster gerealiseerd en dat doet tegenwoordig dienst als pastorie.